# Cyphophthalmus beschkovi
Espèce
Synonymes
- Siro beschkovi Mitov, 1994

Cyphophthalmus beschkovi est une espèce d'opilions cyphophthalmes de la famille des Sironidae.

## Distribution
Cette espèce est endémique de l'oblast de Lovetch en Bulgarie. Elle se rencontre à Deventsi dans la grotte Haidoushka peshtera.

## Description
Le mâle holotype mesure 1,95 mm et la femelle paratype 2,058 mm, les mâles mesurent de 1,708 à 1,95 mm et les femelles de 1,874 à 2,058 mm.

## Systématique et taxinomie
Cette espèce a été décrite sous le protonyme Siro beschkovi par Mitov en 1994. Elle est placée dans le genre Cyphophthalmus par Karaman en 2009.

## Étymologie
Cette espèce est nommée en l'honneur de Vladimir Beschkov.

## Publication originale
- Mitov, 1994 : « Siro beschkovi, spec. nov. aus Bulgarien (Arachnida, Opiliones, Cyphophthalmi). » Spixiana, vol. 17, no 3, p. 275–282 (texte intégral).